# Alzecure Pharma
Alzecure Pharma är ett svenskt biotech- och läkemedelsbolag beläget vid Karolinska Sjukhuset i Stockholm. Alzecure Pharma arbetar med att utveckla nya läkemedelsterapier för behandling av sjukdomar som drabbar det centrala nervsystemet och där det finns stora medicinska behov, såsom Alzheimers sjukdom och mot smärta. Bolaget utvecklar småmolekylära läkemedelskandidater utifrån de tre forskningsplattformarna Neurorestore, Alzstatin och Painless. 
Alzecure bildades 2012 ursprungligen som en stiftelse i samverkan mellan en grupp forskare (tidigare vid Astra Zeneca), Alzheimerfonden och professor Bengt Winblad vid Karolinska Institutet. Initiativet togs när Astra Zeneca lade ned sin CNS-forskning i Södertälje, då man såg ett starkt behov av att bibehålla kompetensen och vidareutveckla läkemedelsforskningen inom Alzheimerområdet i regionen och i Sverige som helhet. Syftet med organisationen var att utveckla nya läkemedel och diagnostik mot Alzheimers och relaterade sjukdomar.
2016 bildades bolaget Alzecure Pharma, vilket kom att noteras på börsen Nasdaq First North Premier Growth Market i Stockholm i november 2018.

## Historia
Stiftelsen Alzecure bildades 2012, och inledde sin forskning och utveckling på Karolinska Institutet Science Park i Solna 2013.
Företaget Alzecure Pharma grundades 2016, då några av deras läkemedelskandidater ansågs kunna ha stor kommersiell potential. 
År 2022 hade bolaget två läkemedel i klinisk fas, det vill säga studier av deras effekter i människa. 